# High Plains (Ghana)
Die High Plains sind einer von fünf Naturräumen in Ghana.
Neben den High Plains sind dies noch die Low Plains, das Hochland von Aschanti, das Volta-Becken und die Akwapim-Togo-Kette. Die High Plains sind in etwa in der Form eines Dreiecks ausgebildet. Diese Naturlandschaft beginnt nördlich von Sunyani etwas nördlich der Wenchi-Ebene im Hochland von Aschanti, westlich begrenzt durch die Grenze zur Elfenbeinküste und im Nordwesten zu Burkina Faso. An seiner östlichen Grenze, die in nordöstlicher Richtung verläuft, schlängeln sich die High Plains entlang der Stadt Damongo an der Konkori-Stufe, um schließlich das Volta-Becken entlang der Gambaga-Schwelle nördlich zu begrenzen.
Die High Plains sind die zweitgrößte Naturlandschaft Ghanas und stellen zugleich das trockenste Gebiet des Landes dar. Die Niederschlagsmenge erreicht hier im Jahresmittel lediglich 1000–1150 mm. Dadurch herrscht in den High Plains hauptsächlich die Vegetationszone der offenen Baum- und Strauchsavanne vor. Vereinzelte Gebiete sind mit Trockenwald bewachsen. Besonders im Grenzgebiet zu Burkina Faso lichtet sich die offene Baum- und Strauchsavanne in eine offene Grassavanne.
Die Böden in den High Plains sind fruchtbarer als die Böden des Volta-Beckens. Getreidewirtschaft und Rinderwirtschaft sind die hier vorherrschenden Nutzungsformen der Landschaft.